# Florennes
Florennes (in vallone Florene) è un comune belga di 10 825 abitanti situato nella provincia vallona di Namur.